# Alessandro Puzar
Alessandro Puzar (Modena, 19 november 1968) is een Italiaans voormalig motorcrosser.

## Carrière
Puzar begon zijn carrière in het Wereldkampioenschap motorcross in 1988 op een KTM. In 1990 wist hij de wereldtitel 250cc te behalen op een Suzuki. Na een aantal jaar in de 250cc-klasse te hebben gereden met Yamaha, besloot Puzar om in de 125cc te gaan rijden op een Honda. Hij wist in 1995 de wereldtitel ook te behalen voor zijn landgenoot Alessio Chiodi. Na in 1996 opnieuw in de 250cc te hebben gereden, verhuisde Puzar opnieuw naar de 125cc-klasse, ditmaal op een TM. Hij moest de wereldtitel ditmaal aan Chiodi laten en besloot in 1999 om in de 500cc-klasse uit te komen, om zo te proberen in elke klasse wereldkampioen te worden. Hij reed met Yamaha in het team van Michele Rinaldi, maar geraakte niet verder dan een vijfde plaats. Vanaf 2000 koos Puzar opnieuw volop voor de 125cc. Hij reed nog een paar jaar met onder andere Kawasaki en Husqvarna, maar zonder grote successen. In 2002 wist hij nog wel samen met Andrea Bartolini en Alessio Chiodi de Motorcross der Naties te winnen.
Niet lang daarna besloot Puzar zijn actieve motorcrosscarrière voor gezien te houden.

## Palmares
- 1990: Wereldkampioen 250cc
- 1995: Wereldkampioen 125cc
- 2002: Winnaar Motorcross der Naties